# Courant de Contis
Le courant de Contis est un fleuve côtier  du  département français des Landes.

## Présentation
Le cours d'eau appartient à la famille des courants landais. Long de 31,2 km, il prend sa source dans la commune de Lesperon et se jette dans l'océan Atlantique à hauteur de la station balnéaire de Contis, dans la commune de Saint-Julien-en-Born. De sa source à son embouchure, il prend successivement les noms de ruisseau du Bourg, ruisseau du Vignac, Le Courant, puis Courant de Contis.

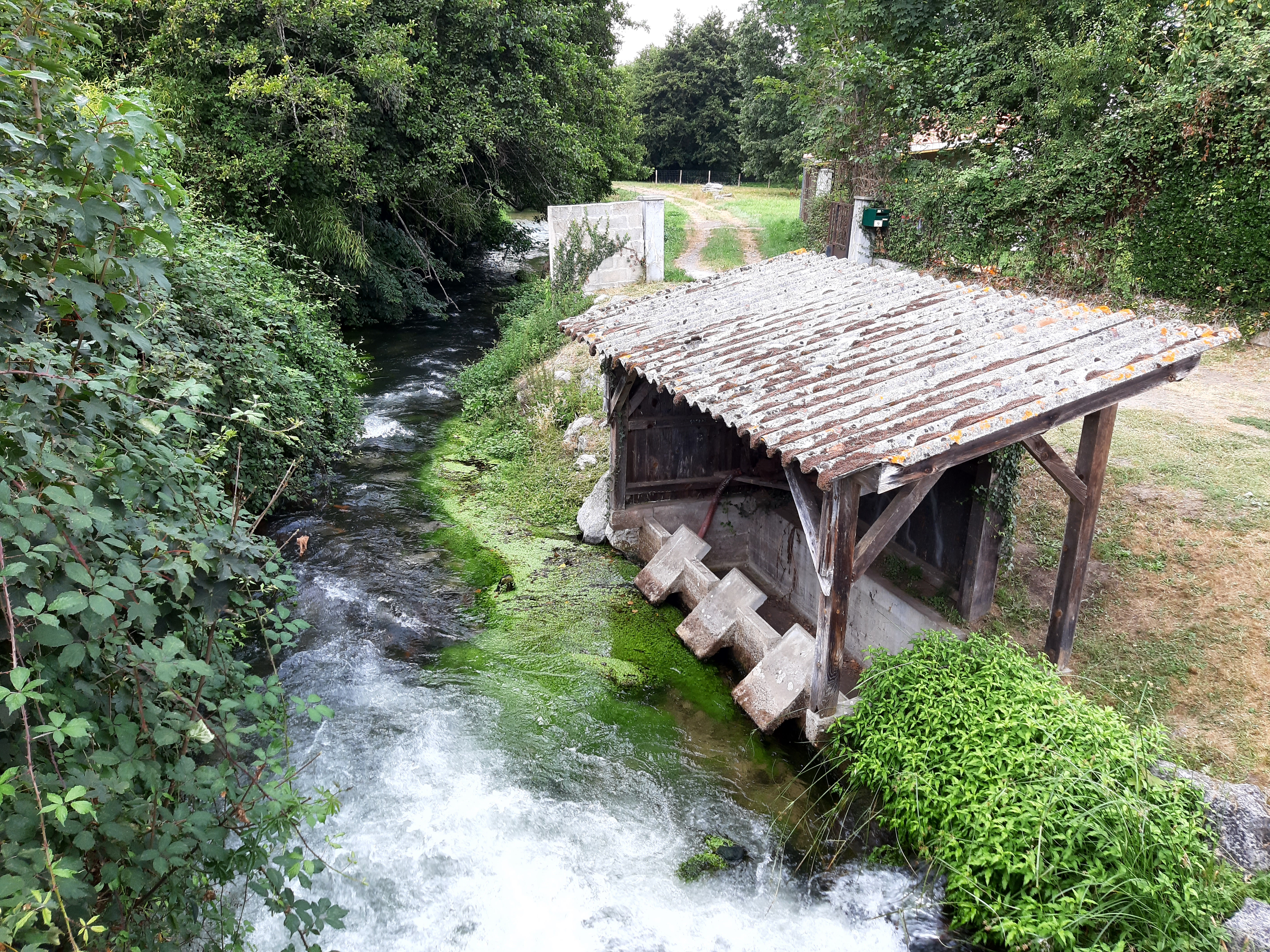
Le Vignac et son lavoir, sur la commune de Lévignacq
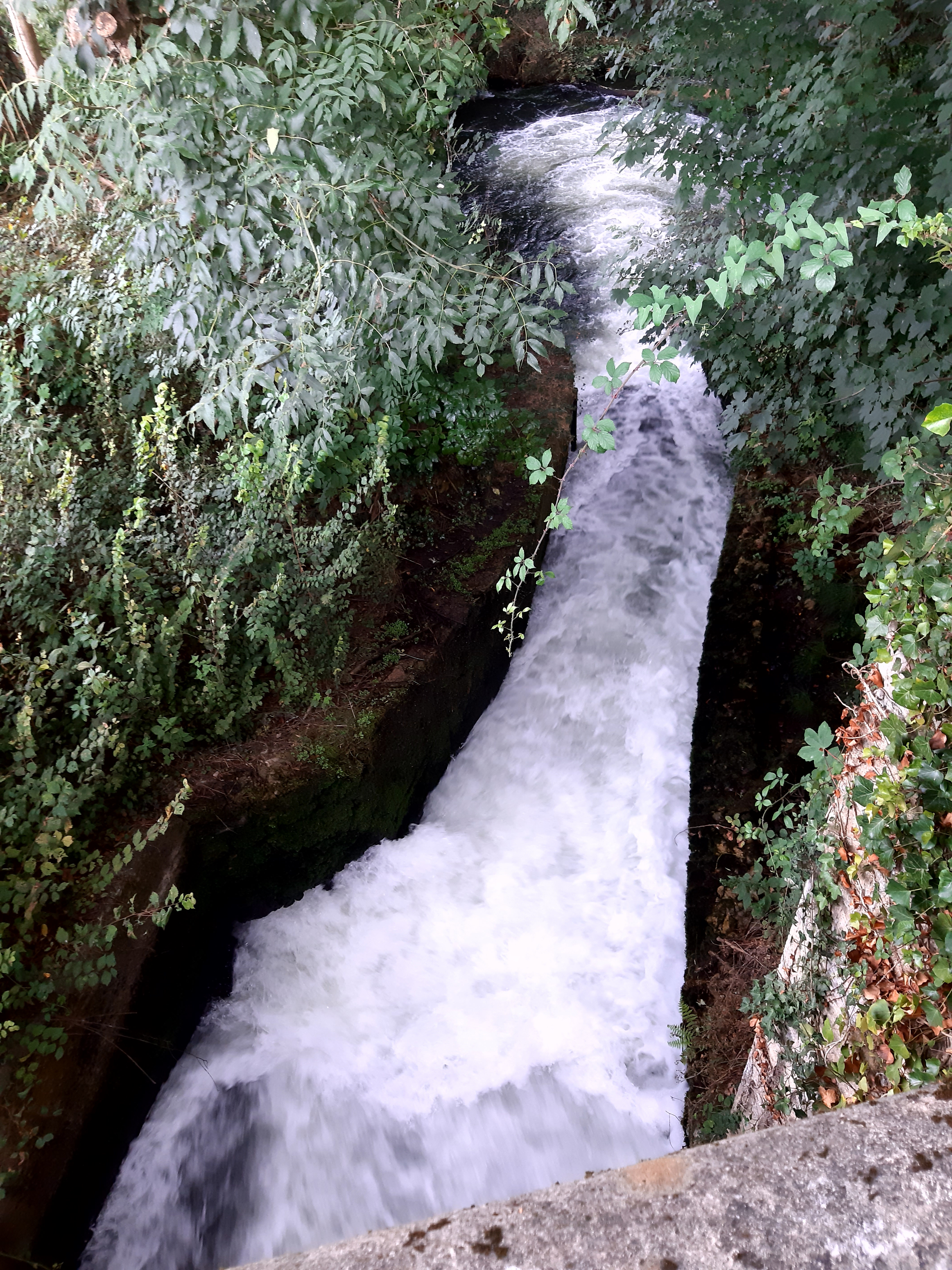
Exutoire de l'étang de la forge d'Uza après la vanne de décharge, alimentant le Courant

Il traverse les communes de Lesperon, Lévignacq, Uza et sur la dernière partie de son cours, il sert de limite aux communes de Lit-et-Mixe et de Saint-Julien-en-Born mais aussi de frontière entre le pays de Born et le Marensin.

### Historique
Origines
Le courant de Contis est originellement le nom donné à l'exutoire de l'étang de Lit-et-Mixe et de Saint-Julien-en Born aujourd'hui disparu. Le mot « courant » est en effet l'appellation locale des émissaires des lacs côtiers se jetant dans l'océan. L'ensemble formé par l'étang et le courant servait alors de port naturel à de modestes embarcations, dans ce qui apparaissait comme une oasis de verdure au milieu d'un paysage de sable. Le courant était une des rares voies de communication dans ce secteur, reliant les lettes boisées à l'océan après avoir franchi de vastes étendues de sables. Il était en effet navigable avec toutefois certaines difficultés liées aux végétaux qui en obstruait le parcours et aux dunes qui ne cessaient de bouger au gré des vents et se déversaient dans ses eaux, entraînant de fréquents changements de son cours.
Aménagements
Les travaux de fixation des dunes en Aquitaine entrepris dans la deuxième moitié du XIXe siècle nécessitent de fixer l'embouchure du courant pour pérenniser le cordon dunaire. Pour cela, des enrochements sont mis en place mettant fin à l'errance du cours final et évitant son ensablement. L'étang de Lit-et-Mixe et de Saint-Julien-en-Born est quant à lui asséché, les terres ainsi gagnées deviennent le quartier de Contis les Marais. Le courant de Contis devient dès lors la dernière section du ruisseau du Vignac, de sa confluence avec le ruisseau de Mézos à son débouché sur l'océan.
Dans les années 1860, dans le cadre du développement de la forge d'Uza, un lac artificiel est aménagé par retenue des eaux du Vignac. Ce nouveau plan d'eau d'environ 6 ha prend le nom d'étang de la forge d'Uza. Il fournit l'énergie nécessaire au premier site de sidérurgie dans les Landes. L'exutoire de l'étang de la forge porte le nom de Courant, puis de courant de Contis après sa confluence avec le ruisseau de Mézos. En aval de l'étang est édifié le château d'Uza, protégé par la confluence du Courant et du ruisseau du Pas du Kaa.

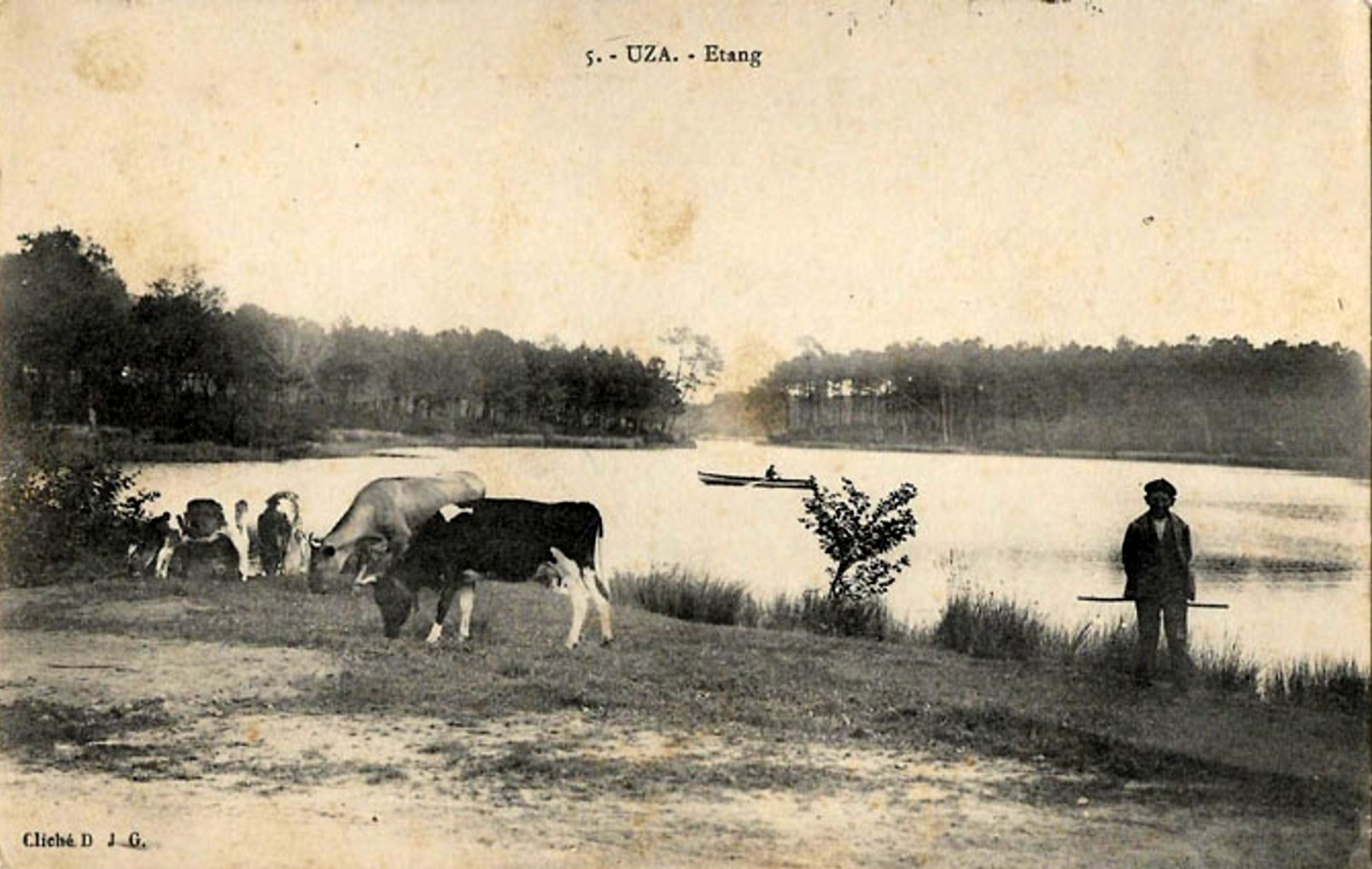
Marines landaises au bord de l'étang de la forge d'Uza
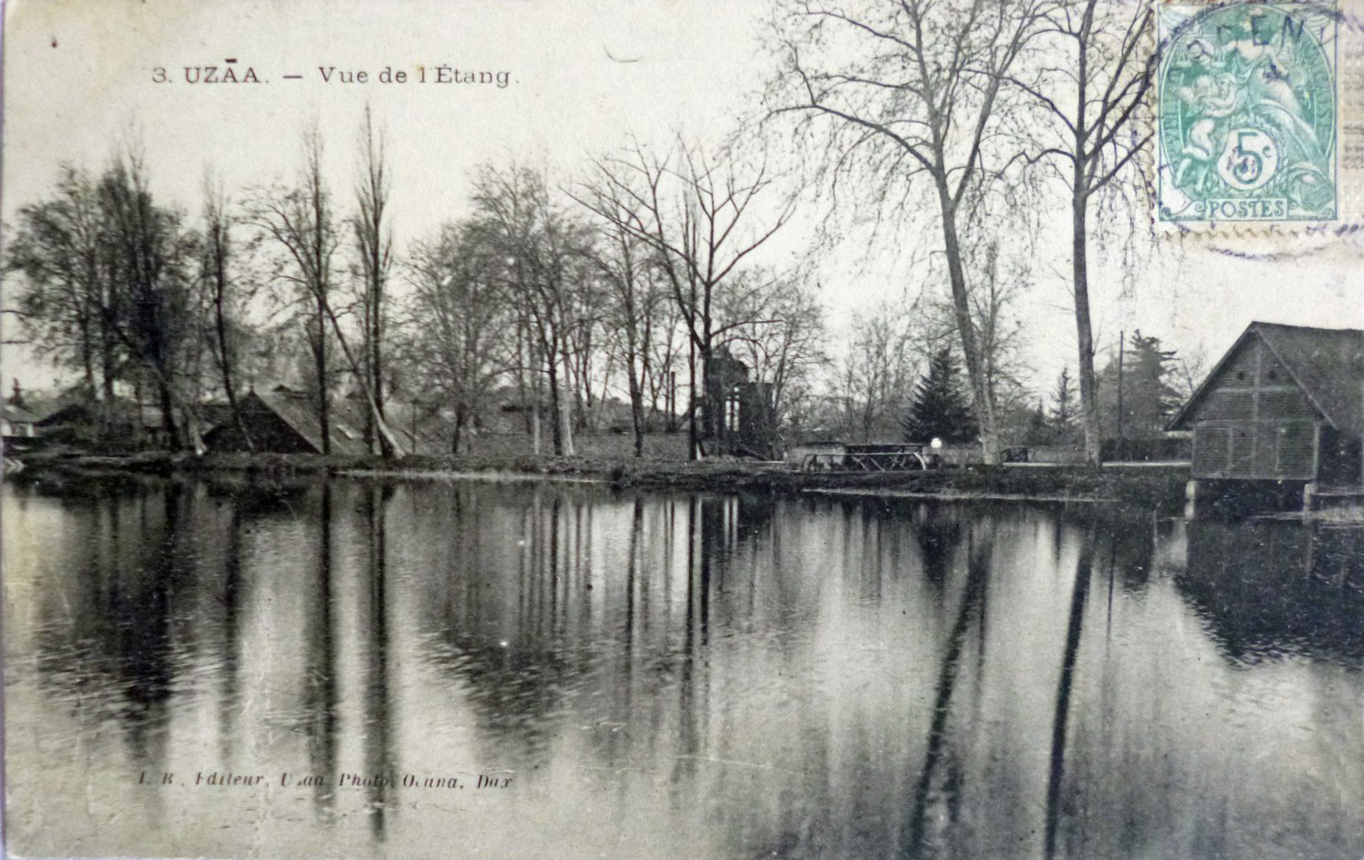
Installations de la forge au bord de l'étang

### Navigation
De nos jours, le courant de Contis peut être navigué en canoë depuis Saint-Julien-en-Born mais il faut éviter de s'engager trop près de l'embouchure et débarquer à proximité du Pont Rose. En aval de cet ouvrage, il est fréquent de rencontrer des pêcheurs.

## Classement
L'ancien étang de Lit-et-Mixe et le courant de Contis font l'objet d'un inventaire ZNIEFF de type 2 en 1979 et 1984 sur une superficie de 6010 ha.
Le courant est également constitutif du site Natura 2000 (SIC/pSIC) « Zones humides de l'ancien étang de Lit-et-Mixe ».